# Michael Weiß (Fußballtrainer)
Hans Michael Weiß (* 11. März 1965 in Dannenfels) ist ein ehemaliger deutscher Fußballspieler und heutiger -trainer. 

## Karriere
Er war von Januar 2011 bis Januar 2014 Nationaltrainer der philippinischen Nationalmannschaft. Von Januar 2017 bis Januar 2020 war er Nationaltrainer der mongolischen Nationalmannschaft. Nach seiner aktiven Zeit als Torwart beim FK Pirmasens hospitierte Weiß als Trainer u. a. bei Manchester United unter Alex Ferguson, beim FC Arsenal unter Arsène Wenger, bei Real Madrid unter Vanderlei Luxemburgo, beim 1. FC Kaiserslautern und bei River Plate. Von 2001 bis 2004 arbeitete er als Co-Trainer bei Kyoto Purple Sanga in Japan. Von 2004 bis 2006 war er Co-Trainer von Junioren-Nationalcoach Eckhard Krautzun in China, bevor er 2007 Technischer Direktor von Ruandas Fußballverband wurde. In dieser Funktion war u. a. für die Jugendförderung, die Betreuung der U-20-Nationalmannschaft, die Entwicklung des Frauenfußballs und eine Reform der Trainerfortbildung nach deutschem Vorbild zuständig. 2010 unterschrieb er einen Zweijahresvertrag als Nationalcoach der Philippinen, nachdem er sich erfolgreich auf eine Online-Stellenausschreibung der Philippine Football Federation beworben hatte. Er verstärkte das Scouting nach europäischen Spielern mit philippinischen Wurzeln und rekrutierte Spieler wie Manuel Ott und Stephan Schröck. Von Juni bis September 2014 war er Trainer des rumänischen Erstligisten Oțelul Galați. Von Mai bis November 2016 trainierte er Vital'O FC aus Burundi. Von Januar 2017 bis Januar 2020 war er Nationaltrainer der Mongolei. Seit Januar 2022 trainiert er die Laotische Fußballnationalmannschaft und ist nebenbei noch für drei weitere Auswahlen im Junioren-Bereich verantwortlich.
Im Juni 2023 übernahm Weiß erneut die philippinische Nationalmannschaft, Stephan Schröck wurde sein Assistent.

## Sonstiges
Weiß ist Diplom-Sportwissenschaftler/-Sportlehrer und besitzt als Trainer die A-Lizenz, die er unter Ausbildungsleiter Erich Rutemöller erwarb. Er ist verheiratet und hat zwei Töchter.